# Bokinicze
Bokinicze (biał. Бакінічы; ros. Бокиничи) – wieś na Białorusi, w obwodzie brzeskim, w rejonie pińskim, w sielsowiecie Soszno, nad Bobrykiem i przy drodze magistralnej M10.
Dawniej wieś i majątek ziemski. W dwudziestoleciu międzywojennym leżały w Polsce, w województwie poleskim, w powiecie pińskim, w gminie Pohost Zahorodzki. Po II wojnie światowej w granicach Związku Sowieckiego. Od 1991 w niepodległej Białorusi.